# Charles King-Harman
Charles King-Harman, właśc. sir Charles Anthony King-Harman (ur. 26 kwietnia 1851, zm. 17 kwietnia 1939) – brytyjski urzędnik kolonialny, gubernator Sierra Leone w latach 1900–1904 i wysoki komisarz Cypru w latach 1904–1911.

## Życie prywatne
W 1888 poślubił Constance Biddulph (zm. 1961), córkę generała Roberta Biddulpha. Mieli troje dzieci: Lawrence’a (1889–1916), Roberta (1891–1978) i Geraldine (1893–1973).